# موبرة
موبرة هي إحدى القرى المحتلة والمدمرة التابعة لمركز فيق التابع لمحافظة القنيطرة في هضبة الجولان بجنوب غرب سوريا.